# Slogmyrloken
Slogmyrloken är ett naturreservat i Falu kommun i Dalarnas län.
Området är naturskyddat sedan 2017 och är 61 hektar stort. Reservatet består av sumpskogar och myrmarker med två myrsjöar.